# Малолетка (фильм, 2000)
«Малолетка» (англ. «Jailbait!») — американская комедийная мелодрама 2000 года на тему совращения несовершеннолетней и привлечения к уголовной ответственности за это.

## Сюжет
Старшеклассница Эмбер — ученица выпускного класса, у неё принцип: не заниматься сексом до замужества. Её парень — её одноклассник Адам Фишер — начинает встречаться с Джинджер, которая не придерживается такого принципа. В результате Джинджер беременеет. Об этом становится известно полиции, при этом выясняется, что Джинджер только 15,5 лет — то есть она ещё не достигла возраста согласия — а Адам недавно отмечал свой день рождения, на котором ему исполнилось 18 лет. Адама арестовывают за сексуальную связь с несовершеннолетней Джинджер — за совращение несовершеннолетней Джинджер (Адама освободили под залог).
По совету Чака Клопермана — адвоката, нанятого Фишерами, — Адам и Джинджер, для того чтобы добиться снисхождения суда, притворяются, якобы они влюблены друг в друга. При этом Адам не собирается бросать свою девушку Эмбер, а Джинджер не собирается бросать своего парня Джонни, который в то время сидит в тюрьме и которого она любит и ждёт. Тем временем, помощник окружного прокурора Лидия Стоун, баллотирующаяся на пост мэра и думающая о том, как привлечь на свою сторону голоса избирателей, принимает решение: представляя обвинение на судебном процессе Адама Фишера, во что бы то ни стало добиться для Адама максимального наказания в 40 лет лишения свободы, рассчитывая, что репутация борца с половыми преступлениями принесёт ей голоса избирателей. Чак Клопперман привлекает СМИ, которые широко освещают процесс, и общественность — устраиваются демонстрации и пикеты в поддержку и защиту Адама и Джинджер.

### О сюжете
Фильм поучительно, и в то же время юмористически, рассказывает, как происходит привлечение к уголовной ответственности и суд по статье УК «Совращение несовершеннолетних», а также о сопутствующих всему этому обстоятельствах и последствиях,
и что вообще бывает в таких случаях.
Комичность положения основана на том, что герои фильма оказались вблизи границы применимости положений закона:
Девушка — половозрелая, почти достигла возраста согласия (здесь — 16 лет), но, всё же, ещё не достигла его.
Парень только-только достиг возраста 18 лет — возраста наступления уголовной ответственности за совращение несовершеннолетних, причём достиг уже после начала сексуальных отношений с этой девушкой. Те его сексуальные контакты с ней, которые были до его восемнадцатилетия, преступными не были — преступными были только те, что после его дня рождения.
Поэтому нормы права здесь воспринимаются, как не совпадающие с нормами морали, и применение норм права в данном случае во многом представляется нежелательным.

## Создатели фильма
- Сценарий: Тим Гаррик, Скотт Расселл
- Продюсеры: Стэнли М. Брукс, Николас Табаррок, Левин Уэбб
- Режиссёр: Аллан Мойл[англ.]
- Оператор: Дерек Роджерс
- Композитор: Клод Фойзи (или Фуаси)

### В ролях
- Кевин Манди (Kevin Mundy) — Адам Фишер
- Рейган Пастернак[англ.] — Эмбер
- Алисия Паррот (Alycia Purrott) — Джинджер (на суде — Г. А. Г.)
- Мэтт Фрюэр — Эл Фишер (отец Адама)
- Мэри Гросс — Пэтти Фишер (мать Адама)
- Скотт Маккорд[англ.] — Чак Клопперман (адвокат Адама)
- Мо Гаффни[англ.] — Лидия Стоун (обвинитель на процессе Адама, помощник окружного прокурора, баллотирующаяся в мэры)
- Брайан Пол (Brian Paul) — судья Рэймонд Э. Зифф
- Джон Генри Кэнаван (John Henry Canavan) — Джонни (парень Джинджер)

#### В эпизодах
- Джейсон Джонс[англ.] — полицейский
- Джон Уотсон (John Watson) — детектив Грэнджэр
- Джеймс Бинкли (James Binkley) — сумасшедший заключённый
- … — мать Джинджер
- … — отчим Джинджер
- Майкл Кверин (Michael Querin) — Оливер
- Патрик Галлиган (Patrick Galligan) — преподобный Олсон (школьный священник)
- … — Томас (миссионер)
- Кэролин Гофф (Carolyn Goff) — секретарша директора школы
- … — советник Лидии Стоун
- Джеймс Паулос (James Poulos) — Ти-Боун (сокамерник Джонни)
- Кристофер Редман (Christopher Redman) — Рокки (друг Адама)
- ... — подруга Джинджер

## Саундтрек
В фильме прозвучали следующие музыкальные произведения:
1. All My Fault — Fenix TV
2. Dumpweed — Blink-182
3. Personal Space Invader — Sugar Ray
4. Twitch — Bif Naked
5. Whatever — Fat
6. Wonderland — Floodnine
7. Warm Machine — Bush
8. How To Make A Monster — Rob Zombie
9. Good Times Roll — Powerman 5000
10. Pity For A Dime — Creed
11. Who The Hell Cares — Methods Of Mayhem
12. Satellite — Smash Mouth
13. When U Think About Me (Kamikaze mix) — Voice V
14. December — Static-X